# Barbara Jakubeit

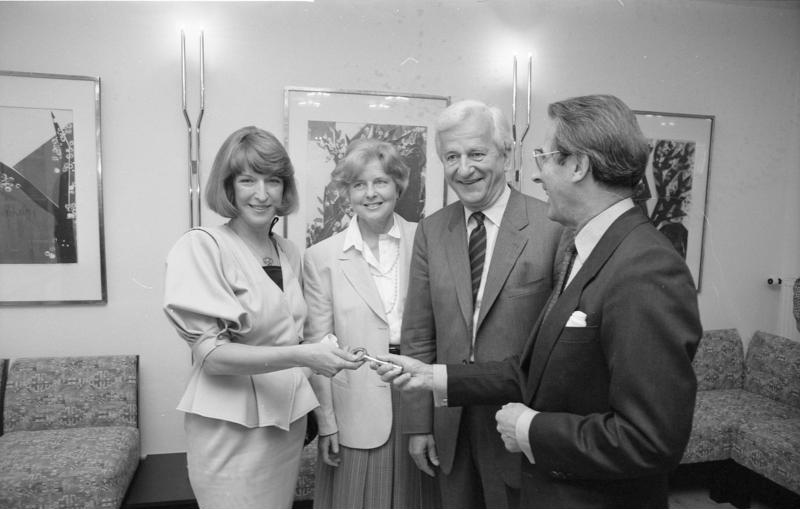
Barbara Jakubeit (links) überreicht Andreas Meyer-Landrut in Anwesenheit von Marianne und Richard von Weizsäcker nach der Sanierung des Bundespräsidialamts symbolisch den Schlüssel (Bonn 1990)

Barbara Jakubeit (* 1945 in Konstanz) ist eine deutsche Architektin, Hochschullehrerin und Managerin.

## Leben und Wirken
Barbara Jakubeit studierte Architektur an der Technischen Hochschule Karlsruhe und schloss ihr Studium 1971 am Lehrstuhl des im Jahr zuvor verstorbenen Egon Eiermann mit dem Diplom ab. Danach arbeitete sie als freie Architektin in Karlsruhe und als Regierungsbaurätin  in der staatlichen Bauverwaltung von Baden-Württemberg. Ihr 1980 fertiggestellter Neubau für das Landgericht und das Amtsgericht Baden-Baden wurde mit einem Hauptpreis des KS-Architekturpreises 1980 ausgezeichnet und steht unter Denkmalschutz. In den 1980er Jahren leitete sie den Wiederaufbau von Schloss Gottesaue als Sitz der Hochschule für Musik Karlsruhe. Nicht erhaltene Bauteile des im Zweiten Weltkrieg zerstörten Renaissancebaus ergänzte sie dabei mit modernen Materialien. Der Wiederaufbau steht seit 2017 unter Denkmalschutz.

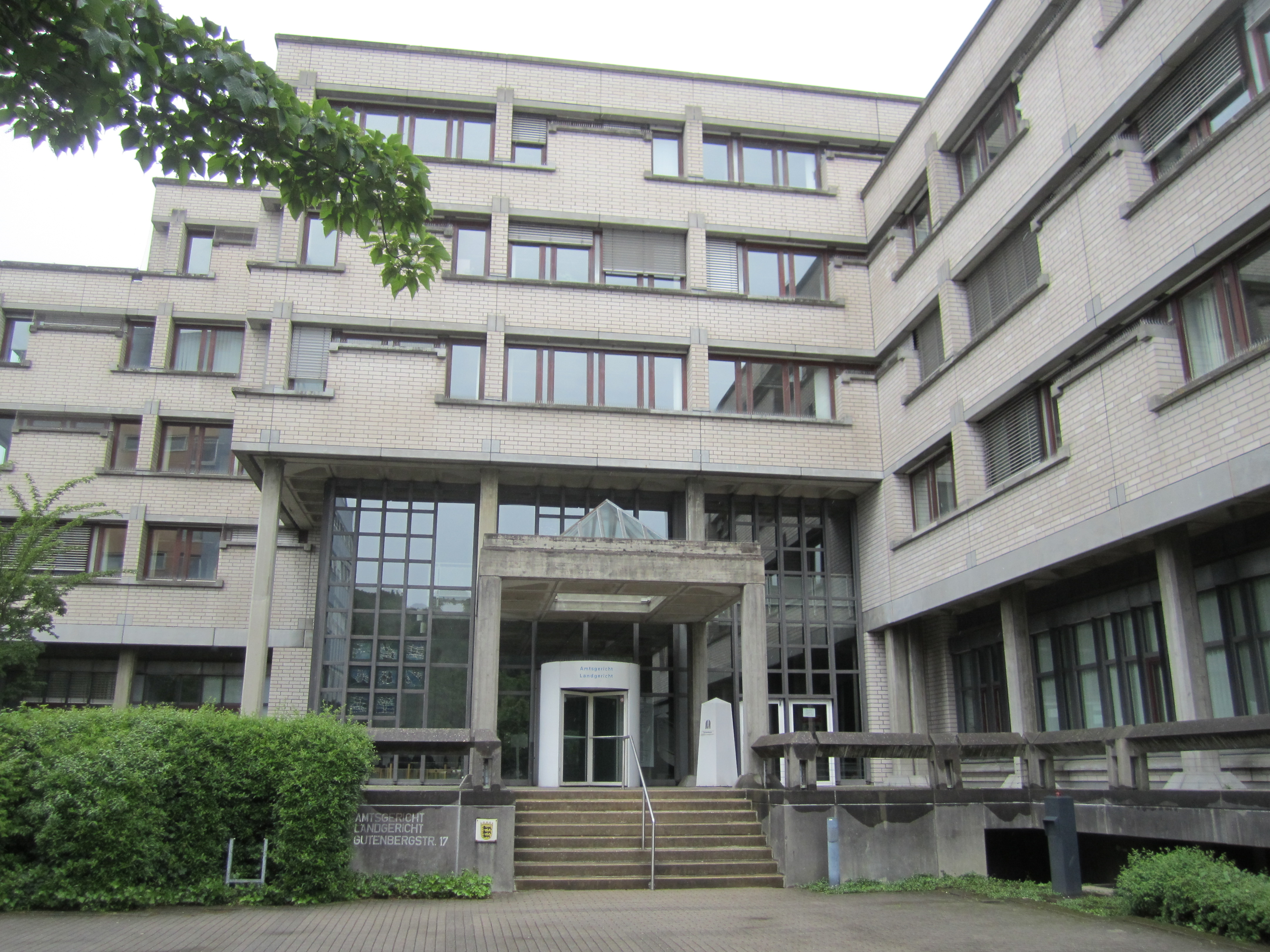
Landgericht Baden-Baden (2013)

1990 bis 2005 folgte eine fünfzehnjährige Karriere als Architekturmangerin in politischen Positionen. 1990 wurde Jakubeit als Präsidentin der Bundesbaudirektion berufen. Dort war sie nach der Wiedervereinigung für umfangreiche Planungen der Bundesbauten in Bonn, Berlin und weltweit verantwortlich und betreute unter anderem die Wettbewerbe für das Bundeskanzleramt und den Umbau des Reichstags in Berlin. Nach einem Konflikt mit Bundesbauministerin Irmgard Schwaetzer um den Hochwasserschaden am Bonner Schürmann-Bau nahm sie 1994 den Ruf als Professorin für Entwerfen und Raumgestaltung an der TU Darmstadt an. Schon zwei Jahre später verließ sie Darmstadt wieder und wechselte 1996 als Nachfolgerin von Hans Stimmann ins Amt der Senatsbaudirektorin von Berlin, das sie bis ins Jahr 1999 bekleidete. Ab Mai 2000 war Jakubeit auf Vorschlag des hessischen Ministerpräsidenten Roland Koch Mitglied des Vorstands der Flughafen Frankfurt/Main AG, wo sie zunächst für den geplanten Ausbau des Flughafens und nach einer Verkleinerung des Vorstands ab 2002 für die Immobilienentwicklung zuständig war; dort lief ihr Vertrag Ende Oktober 2005 aus. Seither war Barbara Jakubeit noch verschiedentlich als Immobilienberaterin und als Jurorin in Preisgerichten von Architektenwettbewerben tätig.

## Werkliste (eigene Bauten)

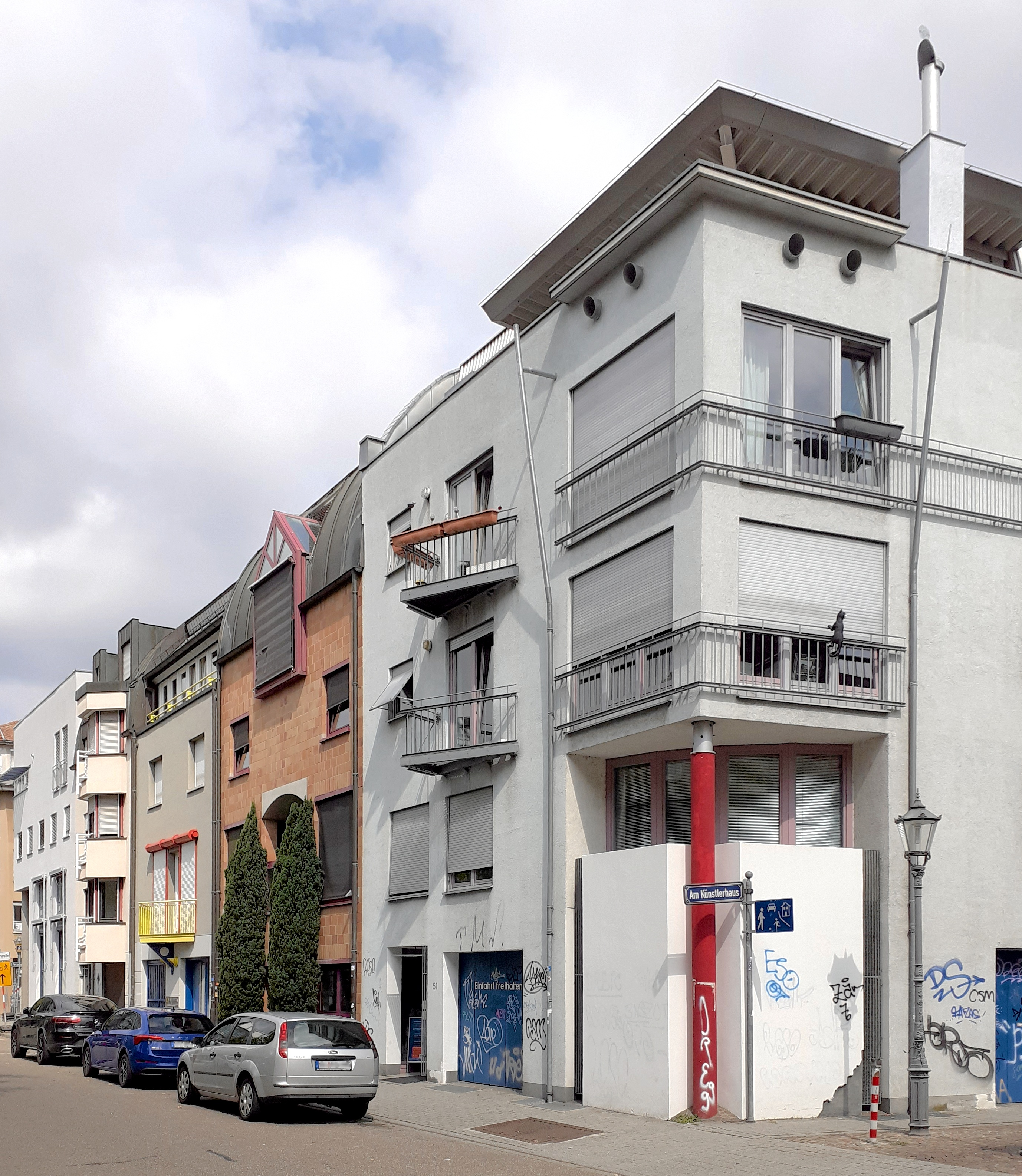
Werkbundhäuser im Dörfle Karlsruhe, vorne Haus Waldhornstraße 51 (2022)

- Werkbundhäuser im Dörfle Karlsruhe, vorne Haus Waldhornstraße 51 (2022)1980 (Fertigstellung), Neubau Gerichtsgebäude in Baden-Baden[11]
- 1982–1989: Wiederaufbau Schloss Gottesaue in Karlsruhe[4]
- 1992: Stadthaus in Karlsruhe, Waldhornstraße 51 (zusammen mit Johannes Jakubeit)

## Auszeichnungen
- 1991: Hugo-Häring-Preis für den Wiederaufbau von Schloss Gottesaue[4]
- 2001: Bundesverdienstkreuz am Bande[12][13]

## Schriften
- Wiederaufbau von Schloss Gottesaue für die Staatliche Musikhochschule, Karlsruhe, 1979-1989, In: Jahrbuch für Architektur 1980–1991. Vieweg Verlag, Braunschweig und Wiesbaden 1991, ISSN 0720-4590, S. 142–155.
- (Hrsg. zusammen mit Barbara Hoidn): Neue Berliner Stadtquartiere. Wasserstadt Berlin-Oberhavel, Rummelsburger Bucht, Biesdorf-Süd. Hrsg. Senatsverwaltung für Bauen, Wohnen und Verkehr, Berlin o. J. [ca. 1996], ISBN 3-88270-500-0. (Katalog der Ausstellung „Neue Berliner Wohnquartiere“, 26. Oktober 1996 – 1. Dezember 1996 im Deutschen Architektur-Museum, Frankfurt am Main)
- (Hrsg. zusammen mit Barbara Hoidn): Schloss – Palast – Haus Vaterland: Eine Debatte über Form, Inhalt, Geist von Wiederaufbau und Neugestaltung. Birkhäuser Verlag, Berlin 1998, ISBN 978-3-7643-5872-3. (Dokumentation einer Veranstaltungsreihe von April bis September 1997 im ehemaligen Staatsratsgebäude am Schloßplatz in Berlin)
- Die Frankfurter Airport City, Entwicklungsperspektiven einer „Stadt in der Stadt“. In: Umrisse, Heft 5/6 (2004), Wiederspahn Verlag, Wiesbaden 2004, ISSN 1437-2533, S. 124–127.
- Terminal 3: der Wettbewerb aus der Sicht des Auslobers. In: Bauwelt, Jg. 96 (2005), Heft 25, Seite 13–15, 18–24.